# Calocarides
Calocarides is een geslacht van kreeftachtigen in de familie Axiidae en orde Tienpotigen. Het geslacht werd voor het eerst geldig gepubliceerd door Wollebaek in 1908. 

## Verspreiding en leefgebied
De krabben komen over de hele wereld voor, ook in de Noordzee.

## Soorten
Het geslacht telt 16 soorten:
- Calocarides amurensis (Kobjakova, 1937)
- Calocarides capensis Kensley, 1996
- Calocarides chani Kensley, Lin & Yu, 2000
- Calocarides coronatus (Trybom, 1904)
- Calocarides crassipes Wollebaek, 1908
- Calocarides habereri (Balss, 1913)
- Calocarides lev (Zarenkov, 1989)
- Calocarides longispinis (McArdle, 1901)
- Calocarides macphersoni Kensley, 1996
- Calocarides okhotskensis Sakai, 2011
- Calocarides quinqueseriatus Rathbun, 1902
- Calocarides rudolfi (Zarenkov, 1989)
- Calocarides soyoi (Yokoya, 1933)
- Calocarides spinulicauda (Rathbun, 1902)
- Calocarides tenuicornis (De Man, 1905)
- Calocarides vigila Sakai, 1992